# Лахендорф
Лахендорф (њем. Lachendorf) општина је у њемачкој савезној држави Доња Саксонија. Једно је од 24 општинска средишта округа Целе. Према процјени из 2010. у општини је живјело 5.777 становника. Посједује регионалну шифру (AGS) 3351016.

## Географски и демографски подаци
Лахендорф се налази у савезној држави Доња Саксонија у округу Целе. Општина се налази на надморској висини од 49 метара. Површина општине износи 38,2 km². У самом мјесту је, према процјени из 2010. године, живјело 5.777 становника. Просјечна густина становништва износи 151 становника/km².

## Међународна сарадња
| Мјесто   | Држава    | Врста сарадње | Од    |
| -------- | --------- | ------------- | ----- |
| Брикебек | Француска | партнерство   | 1975. |
| Брикебек | Француска | партнерство   | 1975. |
| Извор    |           |               |       |